# Comté de Leake
Pour les articles homonymes, voir Leake.
Le comté de Leake est situé dans l’État du Mississippi, aux États-Unis. Il comptait 20 940 habitants en 2000. Son siège est Carthage.